# Balsa (geslacht)
Balsa is een geslacht van vlinders van de familie uilen (Noctuidae), uit de onderfamilie Hadeninae.

## Soorten
- B. labecula Grote, 1880
- B. malana Fitch, 1856
- B. tristrigella Walker, 1866